# Часовня Святых Малгожаты и Юдиты (Краков)
 Памятник культуры Малопольского воеводства: регистрационный номер А-92 от 10 мая 1974 года.
Часовня святых Малгожаты и Юдиты (пол. Kaplica św. Małgorzaty i św. Judyty) — католическая деревянная часовня, находящаяся на улице Брониславы, 8 в краковском оседле Сальватор, Польша. Храм входит в туристический маршрут «Путь деревянной архитиектуры». Памятник культуры Малопольского воеводства.

## История
Барочная часовня была построена в XVII веке около 1689—1690 годов на месте прежней деревянной часовни, которая в 1587 и 1656 годах значительно пострадала от пожаров. Инициатором строительства часовни стала настоятельница монастыря норбертанок Юстина Орачевская. Часовня была освящена в честь святых Маргариты Антиохийской и Юдиты.
Современная часовня неоднократно ремонтировалась, поэтому сохранилось немного оригинальных элементов её архитектуры.
10 мая 1974 года часовня была внесена в реестр памятников культуры Малопольского воеводства.

## Описание
Восьмиугольная часовня собрана из бревенчатых конструкций. В 80-е годах XX столетия во время реконструкции наружные стены были покрыты досками. Крыша покрыта гонтом. Главный вход в часовню осуществляется через портал, который украшен элементами XVII века.
Оригинальные алтари и предметы были перенесены в XX веке в монастырь норбертанок. В настоящее время внутри часовни находятся два алтаря, доставленные сюда в XX веке. Один из алтарей был доставлен в часовню из соседней церкви Святейшего Спасителя, другой — из краковской церкви святого Войцеха.
В конце марта 2008 года перед часовней со стороны улицы Брониславы был установлен памятник Иоанну Павлу II.